# Średni Wierch (Gorce)
Średni Wierch (1122 m) – szczyt w Gorcach, wznoszący się nad miejscowością Obidowa. Znajduje się w krótkim bocznym grzbiecie, który odgałęzia się od wzniesienia Rozdziele i poprzez Solnisko i Średni Wierch biegnie w zachodnim kierunku. Grzbiet ten oddziela potok Lepietnica od jego dopływu – potoku Obidowiec.
Średni Wierch jest porośnięty lasem, ale dawniej na jego grzbiecie i zboczach znajdowało się wiele polan, jeszcze zaznaczanych na mapach i widocznych na zdjęciach lotniczych. Są to m.in. polany: Polanka, Stosy, Polana Skodowa, Mała Nowa, Tynowo, Nad Papiernią, Nalewajki, Spalone, Gorzec, Polana Mokra, Zakrzesy, Solisko, Grześ. Dawniej były wypasane, a niektóre koszone i siano z nich zwożono na dół. Pasterstwo jednak załamało się, użytkowanie trudno dostępnych i wysoko położonych polan stało się nieopłacalne. Pozostawione swojemu losowi stopniowo zarastają lasem.
Przez Średni Wierch nie prowadzi żaden znakowany szlak turystyczny, ale można na niego wyjść drogami leśnymi z doliny Lepietnicy. Leśna droga prowadzi też grzbietem Średniego Wierchu i Soliska do Rozdziela, na którym łączy się z drogą na Turbacz. W 2015 r. oddano do użytku trasę narciarstwa biegowego Śladami olimpijczyków z Obidowej na Turbacz.
Średni Wierch znajduje się w granicach wsi Obidowa w województwie małopolskim, w powiecie nowotarskim, w gminie Nowy Targ.

## Trasa narciarska
trasa narciarska: Obidowa (leśniczówka) – dolina Lepietnicy – Podsolnisko – Nad Papiernią – Mała Polana – Nalewajki – Spalone – Gorzec – Średni Wierch – Kałużna – Solnisko – Rozdziele – Turbacz.